# 市原剛
市原 剛（いちはら たけし、1968年4月21日-）は、日本の漫画原作者、脚本家、映画監督、俳優。
千葉県船橋市出身。千葉県立船橋二和高等学校卒業。1988年、教育映画の監督小倉泰美に師事する。
月刊少年ジャンプ（集英社）にて、MJ少年漫画原作大賞 '93年度奨励賞、'94年度準入選受賞後、1998年、「ダブル・ハード」の原案協力として連載デビュー。日本映画監督協会会員。

## 作品リスト

### 漫画原作
- ダブル・ハード（画：今野直樹、月刊少年ジャンプ連載、ジャンプ・コミックス全30巻、集英社）※原案協力
- RUNNING CHASER（画：今野直樹、月刊少年ジャンプ連載、ジャンプ・コミックス全3巻、集英社）※原案協力
- 喧神GEKITORA（画：勝又寿典、月刊少年ジャンプ増刊ORIGINAL読切、集英社）
- 刀拳伝（画：小川浩司、月刊少年ジャンプ増刊ORIGINAL読切、集英社）
- Wayang（画：草路ジンタ、月刊少年ジャンプ読切、集英社）※剛竜輝名義
- ミセス・キャスト!（画：田中つかさ、週刊漫画ゴラク読切、日本文芸社）※剛竜輝名義
- BURNED OUT（画：小川浩司、ヤングゴラク連載、日本文芸社）
- 廓の幻（画：今野直樹、ビジネスジャンプ増刊BJ魂読切、集英社）
- 廓ノ幻（画：今野直樹、週刊漫画ゴラク不定期連載、ニチブン・コミックス全1巻、日本文芸社）
- 鋼の鉄道（画：今野直樹、週刊漫画ゴラク読切、日本文芸社）
- 龍帝 -DRAGON EMPEROR-（画：今野直樹、漫画サンデー連載、マンサン・コミックス全1巻、実業之日本社）
- 幕末ノ影（画：一ノ瀬珠緒、mobaman-M、小学館）
- ANGEL DAGGER（画：渡辺保裕、mobaman-M、小学館）
- LADY SCOOPER（画：渡辺保裕、mobaman-M、小学館）
- 信じる気持ち（画：愛理、mobaman-F、小学館）※石川蓮美名義
- 風になるとき。（画：桜沢鈴、mobaman-F、小学館）※石川蓮美名義
- 同級生×嘘（画：桜花みらの、mobaman-F、小学館）※石川蓮美名義
- いぢわるな秘蜜の指導室（画：愛理、mobaman-F、小学館）※石川蓮美名義
- 崖っぷちのシンデレラ（画：奈純伊代、mobaman-F、小学館）※石川蓮美名義
- スウィート・キッチン～偽りの結婚生活～（画：久松ゆのみ、mobaman-F、小学館）※谷原冴香名義
- 夜カフェで逢いましょう（画：もうりみつこ、mobaman-F、小学館）

### ライター
- 北斗の拳大解剖（三栄書房）
- 不良マンガ大解剖（三栄書房）
- GTO大解剖（三栄書房）
- バキ大解剖　最大トーナメント編（三栄書房）
- バキ大解剖　激突！地上最強編（三栄書房）

### ゲームシナリオ
- スーパーロボット大戦UX

### 映画監督
- 龍帝 -DRAGON EMPEROR-（2016年10月劇場公開、原作・企画・製作・脚本・プロデューサー・武術指導・ゲスト出演 兼任）[1]
- HONEY SCOOPERシリーズ（2018年9月劇場公開、原作・製作・脚本・主演 兼任）[2]
  - HONEY SCOOPER《EPISODE:01》
  - HONEY SCOOPER《EPISODE:02》DRAGON PRINCESS -龍帝外伝-
  - HONEY SCOOPER《EPISODE:03》DRAGON QUEEN -龍帝外伝-
  - HONEY SCOOPER《EPISODE:04》ASSASSIN MASTER -龍帝外伝-（2019年3月劇場公開、原作・製作総指揮・主演 兼任）[3]
- 龍帝外伝《第一章》DIRTY HAWK（2021年4月劇場公開、原作・製作総指揮・脚本・主演 兼任）[4]
- 真龍帝外伝（2022年8月劇場公開、原作・製作総指揮・脚本・主演 兼任）[4]）
- 龍帝外伝《最終章》（2023年4月劇場公開、原作・製作総指揮・脚本・主演 兼任）[4]
- 龍帝外伝《新章》LEGEND OF DRAGON（2024年12月劇場公開、原作・製作総指揮・脚本・主演 兼任）[5]

### オリジナルビデオ
- 呪いの旅4～フィリピン編Ⅰ～（2016年10月発売・レンタル、監督・撮影・編集 兼任、スパイスビジュアル）
- 呪いの旅5～フィリピン編Ⅱ～（2016年10月発売・レンタル、監督・撮影・編集 兼任、スパイスビジュアル）
- 呪いの旅6～フィリピン編Ⅲ～（2016年11月発売・レンタル、監督・撮影 兼任、スパイスビジュアル）

## 出演

### 映画
- 映画監督って何だ!（2006年11月劇場公開、伊藤俊也監督） - 三十代半ばの映画監督 役
- 龍帝 -DRAGON EMPEROR-（2016年10月劇場公開、監督 兼任） - 覇神会新宿支部長・舘川猛士 役
- HONEY SCOOPERシリーズ（2018年9月劇場公開、原作・製作・脚本・監督 兼任）
  - 《EPISODE:01》 - 覇神会新宿支部長・舘川竜士 役（主演）
  - 《EPISODE:02》DRAGON PRINCESS -龍帝外伝- - 覇神会新宿支部長・舘川竜士 役（主演）
  - 《EPISODE:03》DRAGON QUEEN -龍帝外伝- - 覇神会新宿支部長・舘川竜士 役（主演）
  - 《EPISODE:04》ASSASSIN MASTER -龍帝外伝-（2019年3月劇場公開、原作・製作総指揮・監督 兼任） - 覇神会新宿支部長・舘川竜士 役（主演）
- アイドル・スナイパーNEO（2019年4月劇場公開、稲葉司監督） - ヤクザの組長・黒澤 役
- 龍帝外伝《第一章》DIRTY HAWK（2021年4月劇場公開、原作・製作総指揮・脚本・監督 兼任） - 覇神会新宿支部長・舘川竜士 役（主演）
- 密殺! THE MISSATSU ROAD TO THE HELL（2022年6月劇場公開、坂東聖監督、アクション監督 兼任） - 秘密警察「特捜密殺員」チーフ・神岡将士 役[6]
- 真龍帝外伝（2022年8月劇場公開、原作・製作総指揮・脚本・監督 兼任） - 覇神会新宿支部長・舘川竜士 役（主演）
- 龍帝外伝《最終章》（2023年4月劇場公開、原作・製作総指揮・脚本・監督 兼任） - 二代目舘川組組長・舘川竜士 役（主演）
- 密殺! Ⅱ THE MISSATSU 激闘篇（2023年4月劇場公開、坂東聖監督、アクション監督 兼任） - 秘密警察「特捜密殺員」チーフ・神岡将士 役[6]
- 龍帝外伝《新章》LEGEND OF DRAGON（2024年12月劇場公開、原作・製作総指揮・脚本・監督 兼任） - 舘川竜士 役（主演）

### TV
- 真夜中のおバカ騒ぎ！ THE SEXY♡ACADEMY（東京MX/千葉テレビ） - ゲスト出演
- 月刊MSA ドコかde 談話（テレビ信州） - ゲスト出演
- 明日のSHOW（東京MX） - 司会

## 音楽

### DL配信
- DARKSIDE LOVERS（デュエット/範田紗々、作詞/平賀宏之、作曲・編曲/有馬克巳、映画『龍帝外伝《新章》LEGEND OF DRAGON』主題歌）
- LEGEND OF DRAGON（作詞/つのだゆみこ、作曲・編曲/有馬克巳、映画『龍帝外伝《新章》LEGEND OF DRAGON』挿入歌）